# 马特·阿奇博尔德
马特·阿奇博尔德（英語：Matt Archibald，1986年5月20日—），新西兰男子自行车运动员。他曾代表新西兰参加2014年英联邦运动会自行车比赛，获得一枚金牌和一枚铜牌。